# Claus Kühnl

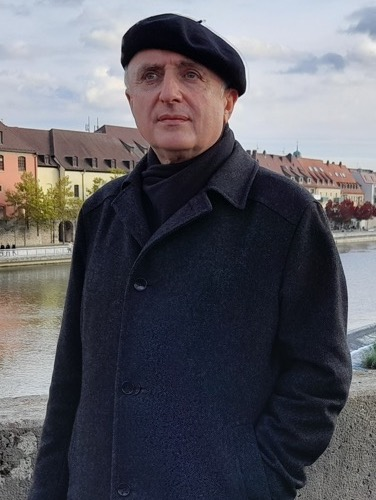
Claus Kühnl, 2021

Claus Kühnl (* 17. November 1957 in Arnstein, Unterfranken) ist ein in Frankfurt am Main lebender deutscher Komponist.

## Leben
Claus Kühnl war das erste Kind der Eheleute Gudrun Kühnl (geborene Schmitt) aus Unterfranken und Wilhelm Kühnl, der aus dem Sudetenland stammt. Seine akademische musikalische Ausbildung erhielt er in den Jahren 1973 (zunächst als Hospitant während seiner Gymnasialzeit) bis 1980 an der Hochschule für Musik Würzburg bei Bertold Hummel (Komposition), Julian von Károlyi (Klavier), Hanns Reinartz (Dirigieren) und Zsolt Gárdonyi (Musiktheorie). Prägend für ihn wurden auch die Analyseseminare Neuer Musik bei Klaus Hinrich Stahmer und – von 1978 bis 1980 – das Studentenkammerorchester Musici Allegri, welches ihn zu seinem Dirigenten wählte. 1980 legte er das Staatsexamen im Fach Klavier ab. Im gleichen Jahr ging Kühnl nach Frankfurt am Main, wo er zunächst seine Kompositionsstudien bei Hans Ulrich Engelmann an der Hochschule für Musik und Darstellende Kunst fortsetzte. Dort lernte er den Komponisten Gerhard Müller-Hornbach kennen, mit dem er 1981 das Mutare Ensemble für die Aufführung zeitgenössischer und selten gespielter klassischer Musik gründete.
In diese Zeit fallen auch erste Publikationen und der Beginn von Kühnls Lehrtätigkeit an Dr. Hoch’s Konservatorium in Frankfurt. Zunächst lehrte er Musiktheorie; 1984 bewarb er sich erfolgreich um eine Planstelle und begründete eine Kompositions- und Kammermusikklasse an diesem Institut. Dazwischen unterrichtete er gleichzeitig am Musikwissenschaftlichen Institut der Johann-Wolfgang-Goethe-Universität Frankfurt am Main und an der Akademie für Tonkunst in Darmstadt Musiktheorie.
1983 erhielt er ein Stipendium für die Cité Internationale des Arts Paris. In Paris begegnete er Tristan Murail und Henri Dutilleux, dessen Werke er studierte. Vermehrte Kompositionsaufträge brachten es mit sich, dass er sich 1986 von der Leitung des Mutare Ensemble zurückzog. 1987 begegnete er erstmals Wilhelm Killmayer während einer Arbeitswoche für Junge Komponisten in Hilchenbach, die Killmayer leitete. 1988 entstand das Musiktheater La petite mort im Auftrag der Frankfurt Feste (UA 1991), ein Jahr später die Ensemble-Komposition Duplum. Musik des Lichtes und der Finsternis im Auftrag des Philharmonia Ensemble des Hessischen Rundfunks.
Aufgrund eines neuerlichen Stipendiums lebte Claus Kühnl 1990 ein Jahr lang in der Villa Massimo Rom. Dort keimten erste Gedanken zu einem ästhetischen Ansatz, den er mit dem Begriff Panharmonie umschrieb. Ersten spürbaren Anzeichen einer Globalisierung stand er damals positiv gegenüber, indem er für eine Verschmelzung verschiedener stilistischer Einflüsse eintrat, aus denen „neue Legierungen“ entstehen sollten. Exemplarisch für diese Periode ist das Stück Lausche den Winden, ein Auftrag des Quartett avance.
Nach seiner Rückkehr aus Rom wurde er 1992 als Kompositionslehrer an das Peter-Cornelius-Konservatorium in Mainz berufen, gab diese Anstellung jedoch nach einem Jahr wieder auf. In den folgenden Jahren widmete sich Kühnl neben seinen gewohnten Tätigkeiten verschiedenen Kulturprojekten, nahm in leitender Funktion an Response (Schüler komponieren) teil und fungierte vier Jahre lang als Berater des Kulturdezernenten in Hanau. 1993 bis 1997 arbeitete er mit längeren Unterbrechungen an der Oper Die Geschichte von der Schüssel und vom Löffel (UA 1998 in Bielefeld), nach einem Kinderbuch von Michael Ende, dem Kühnl bis 1995 dreimal in München begegnete. Claus Kühnl ist seit 1993 ehrenamtlich Mitglied des Verwaltungsrates der Mozart-Stiftung von 1838 zu Frankfurt am Main.
Die Jahre 1999 und 2000 verbrachte Kühnl als Stipendiat des Internationalen Künstlerhauses Villa Concordia in Bamberg. Dort schloss er Freundschaft mit dem Schriftsteller Jochen Missfeldt. Die Werke der folgenden Zeit zeichnen sich gegenüber dem „panharmonischen“ Ansatz der 1990er Jahre wieder durch größere Sparsamkeit der Mittel und eine bewusste Vereinfachung aus. Hauptwerk dieser Zeit ist das Konzert für Mandoline und 13 Instrumentalisten Voller Sonnen, uraufgeführt 2006 auf dem World New Music Festival in Stuttgart. Spielte in seinem Schaffen ab Mitte der 1980er Jahre das Denken in Mikrointervallen sowie die Spektralmusik (als Folge eines französischen Einflusses) bereits eine gewisse Rolle, so nimmt diese Tendenz ab der Jahrtausendwende zu. Während den Mikrointervallen zunächst eine rein melodische Funktion im Rahmen verschiedener quasi rhetorischer Figuren zugedacht war, spielen diese nun auch in der Vertikalen eine entscheidende Rolle und bewirken Schwebungen oder spektrale Felder, die in einer subtileren Klanglichkeit zum Ausdruck kommen.
Im Juli 2016 ernannte die Hochschule für Musik und Darstellende Kunst den Komponisten zum Honorarprofessor. Claus Kühnl beendete sein Lehrtätigkeit an Dr. Hoch’s Konservatorium im Oktober 2023.
Claus Kühnl ist mit der Musikerin Yumi Yokoyama verheiratet. Er hat zwei Söhne aus seiner ersten Ehe.

## Preise und Stipendien (Auswahl)
- 1982: Stipendium der Mozart-Stiftung von 1838 zu Frankfurt am Main
- 1983: Stipendiat in der Cité Internationale des Arts Paris
- 1987: Ausgewählt für die Woche junger Komponisten in Hilchenbach
- 1989: Kompositionspreis der Landeshauptstadt Stuttgart
- 1990: Stipendiat in der Deutschen Akademie Rom Villa Massimo
- 1999: Stipendiat im Internationalen Künstlerhaus Villa Concordia in Bamberg
- 2006: Ausgewählt für das World New Music Festival  in Stuttgart
- 2010: Erster Preis beim Concorso Internazionale di Composizione Musicale. Reggio Calabria, für Sonata 1 für Klavier

## Bekannte Schüler
Die genannten Persönlichkeiten begannen ihr Kompositionsstudium in der Klasse Kühnl an Dr. Hoch’s Konservatorium, wenn nicht anders angegeben.
- Yiğit Aydın,[7] (künstlerisches Aufbaustudium)[8]
- Roland Böer[9]
- Moritz Eggert[10]
- Frank Gerhardt[11]
- Robin Hoffmann[12]
- Bernhard König[13]
- Moritz Laßmann[14]

Weitere Schüler der letzten Zeit von Kühnls Unterrichtstätigkeit (bis 2023):
- Marisa Algari[15]
- Marlene Jacobs[16]
- Ágnes Peregi[17]
- Sina Fani Sani[18]
- Lars Schönebeck[19][20]
- Robin Wächtershäuser[21]
- Hanyu Xiao (HfMDK Frankfurt)[22]

## Werke (Auswahl)
Claus Kühnls Werke sind bei den folgenden Verlagen zu finden:
Breitkopf & Härtel
Hofmeister Musikverlag
Edition Gravis
edition 49

### Bühnenwerke
- La petite mort. Eine Phantasmagorie (1988/89), Edition Gravis, ISMN 979-0-2057-1076-7
- Die Geschichte von der Schüssel und vom Löffel, Comic-Oper nach dem gleichnamigen Buch von Michael Ende (1997)

### Orchesterwerke
- Vorspruch und Gesang des Einhorns für Kontrabass und Orchester (1986), Breitkopf & Härtel (Mietmaterial)
- Responsorien für Akkordeon, Ensemble und Orchester (2002)
- Geheimes Wort für Orchester (2011), Hofmeister Musikverlag, ISMN 979-0-2034-8027-3
- STRAHL für Violine, Violoncello und Orchester (2017), Hofmeister Musikverlag, ISMN 979-0-2034-8039-9

### Kammerorchester
- Monodie. Musik der Stille für Kammerorchester (1981), Breitkopf & Härtel, ISMN 979-0-004-20852-6
- Vision für 20 Solostreicher (1982), Breitkopf & Härtel (Mietmaterial)
- Voller Sonnen, Konzert für Mandoline und 13 Instrumentalisten (2004), edition 49 (Vogt & Fritz), ISMN 979-0-2026-2916-1
- Racine, Concertino für Klavier und 14 Instrumentalisten (2006)

### Ensemblewerke
- Duplum. Musik des Lichtes und der Finsternis für 6 Musiker (1989), Edition Gravis, ISMN 979-0-2057-1078-1
- Lausche den Winden für Klarinette, Posaune, Cello, Klavier und Nebeninstrumente (1990), Edition Gravis, ISMN 979-0-2057-0223-6
- Con Suoni e Canti Serenade für neun Instrumentalisten (2020), Hofmeister Musikverlag, ISMN 979-0-2034-3549-5

### Kammermusik
- 5 Episoden für Posaune (1976)
- Streichquartett (1977/83)
- Valse miniature für Kontrabass und Klavier (1978), (In: 5 kleine Stücke) Hofmeister Musikverlag, ISMN 979-0-2034-3138-1
- Un souvenir für Cello und Klavier (1979), Hofmeister Musikverlag, ISMN 979-0-2034-2167-2
- Die Klage des Hiob, 5 dramatische Szenen für Orgel und Klavier (1981). Breitkopf & Härtel, ISMN 979-0-004-50093-4
- Lichtklang I für 2 Klaviere zu vier Händen (1992), Edition Gravis, ISMN 979-0-2057-0217-5
- Morceau '95 für Trompete, oder Engl. Horn, oder Klarinette, oder Viola, oder Altsaxophon und Klavier (1995), Hofmeister Musikverlag, ISMN 979-0-2034-2434-5, ISMN 979-0-2034-2432-1, ISMN 979-0-2034-2433-8, ISMN 979-0-2034-2431-4
- Offene Weite für Kontrabass und Klavier (1996), Edition Gravis, ISMN 979-0-2057-0370-7
- Engel stürzen für Akkordeon, Harfe, Schlagzeug und Zuspielung (2001), edition 49 (Vogt & Fritz), ISMN 979-0-2026-0169-3
- Nocturne en Sarabande für Gitarre (2004), Ausgabe 2008, edition 49 (Vogt & Fritz), ISMN 979-0-2026-2004-5
- Nachtschwarzes Meer, ringsum… für Kontrabass und Klavier (2005), Hofmeister Musikverlag, ISMN 979-0-2034-3285-2
- θriːhʌndrədændeɪtɪfaɪv (Threehundredandeightyfive) für Bassflöte, Bassoboe und Kontrabassklarinette (2007)
- Korona für Klavier zu vier Händen (2007), (In: Das vierhändige Pianobuch, Bd. 1, Edition Peters), ISMN 979-0-014-10930-1
- Tanabata, Variationen über ein Lied von K. Shimofusa für Violine und Klavier (2008), Hofmeister Musikverlag, ISMN 979-0-2034-3348-4
- Kanten für Kontrabass und Harfe (2009)
- Zeitfülle Musik für Violine, Viola, Violoncello und Klavier (2012), Hofmeister Musikverlag, ISMN 979-0-2034-3079-7, ISMN 979-0-2034-3052-0
- Zeitfiguren für Violine solo (2013), Hofmeister Musikverlag, ISMN 979-0-2034-2077-4
- Gekippte Figur für Violine solo (2015)
- Durchdunkelt Streichquartett Nr.2 (erstellt: 2013; 2015), Hofmeister Musikverlag, ISMN 979-0-2034-3083-4 (Partitur) ISMN 979-0-2034-3082-7 (Stimmen)

### Vokalmusik mit Instrumenten
- kaze no iro für Sopran, Flöte und Klavier (2001)
- Vom Grunde des Brunnens, 7 Lieder nach Gedichten von Michael Krüger für Bariton und Klavier (2001), edition 49 (Vogt & Fritz), ISMN 979-0-2026-0913-8
- VerStrömung für Bariton, Violine und Klavier (2002)
- Zwei Stücke für einen Tenor (mit Mundharmonika) und elektr. verstärkten Flügel (2006)
- Cantus mysticus für Tenor und Flügel mit electric-bow (2007)
- Fünf Gesänge nach lyrischen Fragmenten der Sappho nebst einem Alterslied für Mezzosopran und Klavier (2010), Hofmeister Musikverlag, ISMN 979-0-2034 3163-3
- Drei Gesänge nach eigenen Texten für Sopran und Orgel (2022). Beitrag für das Paulskirchenfest 2023 zu Frankfurt am Main

### Chormusik
- Das Verborgene Dunkel. Drei geistliche Motetten für gemischten Chor a cappella (2016/17), Hofmeister Musikverlag, ISMN 979-0-2034-5176-1

### Orgelwerke
- Epitaph für Kaspar Hauser für Orgel mit mechanischer Traktur und drei Zusatzspieler (1997), Edition Gravis, ISMN 979-0-2057-0352-3
- Sie standen mitten im verschatteten Zimmer und redeten gedämpft… (2005). Hofmeister Musikverlag.
- Assisi 2006 (2007)
- Lob der Frühe (2012)
- Betrachtungen über das Sein (2020)
- Cum Novo Cantico Quadriptychon für große Orgel und Glocken (2022)

### Klavierwerke
- … im horizont hätten fahnen zu stehen, mit Präparationen, (1987), Edition Gravis, ISMN 979-0-2057-0167-3
- Anverwandlung/Doppelblick (1990), Edition Gravis, ISMN 979-0-2057-0201-4
- Wurzeln des Zufalls (1993), Edition Gravis, ISMN 979-0-2057-0298-4
- Fünf leichte Klavierstücke (2001), edition 49 (Vogt & Fritz), ISMN 979-0-2026-0186-0
- Japanische Skizzen (2003), edition 49 (Vogt & Fritz), ISMN 979-0-2026-0155-6
- Der beleidigte Papagei (2004), Breitkopf & Härtel, ISMN 979-0-004-18269-7
- … mir in die Augen (2005)
- Sonatas 1–10 (2005–2008), Hofmeister Musikverlag, ISMN 979-0-2034-3372-9
- Wie ich einst mit Killmayer die Weißwurst aß (Capriccio) (2014), Hofmeister Musikverlag, ISMN 979-0-2034-3053-7
- Ein Klavier im Freien. 65 kleine Klavierstücke (2014–2016).
- Drei Klavierstücke (2019), Hofmeister Musikverlag, ISMN 979-0-2034-3554-9
- Vier Neue Klavierstücke (2019/20)
- Merci, mes chers amis (2021), Hofmeister Musikverlag, ISMN 9790-2034-3615-7

## Ausgewählte Schriften
- Musik und Eros – Gedanken eines jungen Komponisten. In: Neue Zeitschrift für Musik. Schott, Mainz Juli/August 1985.
- Poet der Nacht – Henri Dutilleux. In: Neue Zeitschrift für Musik. Schott, Mainz Januar 1989.
- Verlorener Schatten oder Die Bühnenwerke Hans Ulrich Engelmanns. In: Commedia humana H.U. Engelmann und sein Werk. Eine Lebens-Revue. Breitkopf und Härtel, Wiesbaden 1985, ISBN 3-7651-0200-8, S. 70–90. – Bibliografie: Schriften über Hans Ulrich Engelmann
- Niemals in den selben Fluss – Brief an einen jungen Komponisten zur Zeitenwende. In: Oper aktuell / Die Bayerische Staatsoper. Stiebner Verlag, München 2000/2001, ISSN 1431-8318, ISBN 3-8307-1655-9.
- Klassische Ordnung erweitert: Bertold Hummel – Komponist im zwanzigsten Jahrhundert. In: Neue Musikzeitung. November 2002.
- Heraus aus dem toten Winkel: Claus Kühnl im Gespräch mit Julia Cloot. In: Rückspiegel – Zeitgenössisches Komponieren im Dialog mit älterer Musik. Hrsg. von Christian Thorau, Julia Cloot und Marion Saxer. Schott, Music, Mainz 2010, ISBN 978-3-7957-0118-5.
- Beiträge zu einer Harmonielehre 2000. Friedrich Hofmeister Musikverlag, Leipzig 2022, ISMN 979-0-2034-3883-0.
- Die Sinfonischen Werke Bertold Hummels. In: Bertold Hummel (= Komponisten in Bayern. Band 31). Hrsg. von Alexander L. Suder. Schneider, Tutzing 1998, ISBN 3-7952-0944-7, S. 49–78.